# Dorstenia erythrantha
Dorstenia erythrantha är en mullbärsväxtart som beskrevs av August Heinrich Rudolf Grisebach. Dorstenia erythrantha ingår i släktet Dorstenia och familjen mullbärsväxter. Inga underarter finns listade i Catalogue of Life.